# 2010–2011-es magyar jégkorongbajnokság
A 74. magyar jégkorong bajnokság 2009. szeptember 7-én kezdődött el hat csapat részvételével. Az azonos országbeli csapatok egymás elleni mérkőzései mind a Mol Ligába, mind az OB I-be beszámítanak. A versenyszabályzat szerint a mérkőzésekre minimálisan 15 játékost kellett nevezni, maximum 20 mezőnyjátékost és 2 kapust.

## A 2009–2010-es bajnokság résztvevői
- Dunaújvárosi Acélbikák (Dunaújváros)
- Ferencvárosi TC-Orangeways (Budapest)
- Miskolci Jegesmedve Jégkorong Sport Egyesület (Miskolc)
- Sapa Fehérvár AV 19 (Székesfehérvár)
- Újpesti TE (Budapest)
- Vasas HC (Budapest)

## Az alapszakasz végeredménye
|    | Csapat          | M  | GY | GYH | VH | V  | GK     | Pont |
| -- | --------------- | -- | -- | --- | -- | -- | ------ | ---- |
| 1. | Vasas HC        | 20 | 14 | 1   | 0  | 5  | 97-41  | 44   |
| 2. | Dab.Docler      | 20 | 14 | 0   | 1  | 5  | 116-51 | 43   |
| 3. | Ferencvárosi TC | 20 | 11 | 1   | 2  | 6  | 88-74  | 37   |
| 4. | Miskolci JJSE   | 20 | 10 | 2   | 2  | 6  | 112-73 | 36   |
| 5. | Sapa Fehérvár   | 20 | 6  | 1   | 0  | 13 | 62-98  | 20   |
| 6. | Újpesti TE      | 20 | 0  | 0   | 0  | 20 | 39-177 | 0    |

## Az alapszakaszkanadai táblázata
| Hely. | Név                 | Csapat        | M  | G  | A  | P  |
| ----- | ------------------- | ------------- | -- | -- | -- | -- |
| 1.    | Martin Saluga       | Miskolci JJSE | 20 | 19 | 23 | 42 |
| 2.    | Joshua Bonar        | Miskolci JJSE | 20 | 20 | 20 | 40 |
| 3.    | Tyler Metcalfe      | Dab.Docler    | 18 | 21 | 14 | 35 |
| 4.    | Vladimir Dubek      | Miskolci JJSE | 20 | 15 | 18 | 33 |
| 5.    | Kurt MacSweyn       | Dab.Docler    | 19 | 10 | 21 | 31 |
| 6.    | Galanisz Nikandrosz | Dab.Docler    | 18 | 11 | 19 | 30 |
| 7.    | Casey Bartzen       | Miskolci JJSE | 15 | 6  | 24 | 30 |
| 8.    | Szappanos Dávid     | Vasas HC      | 19 | 14 | 15 | 29 |
| 9.    | Magosi Bálint       | Dab.Docler    | 20 | 13 | 15 | 28 |
| 10.   | Azari Zsolt         | Dab.Docler    | 18 | 8  | 20 | 28 |

## A középszakasz végeredménye
Megjegyzés: Az OB I középszakaszába a magyarországi csapatok az alapszakasz helyezéseik alapján bónuszpontokat vittek magukkal: az első 6, a második 4, a harmadik 2 ponttal kezdte a középszakaszt.
|    | Csapat          | M  | GY | GYH | VH | V  | GK     | Pont |
| -- | --------------- | -- | -- | --- | -- | -- | ------ | ---- |
| 1. | Vasas HC        | 15 | 11 | 0   | 1  | 3  | 74-33  | 40   |
| 2. | Dab.Docler      | 15 | 10 | 2   | 0  | 3  | 87-38  | 38   |
| 3. | Miskolci JJSE   | 15 | 7  | 1   | 2  | 5  | 68-59  | 25   |
| 4. | Ferencvárosi TC | 15 | 5  | 2   | 2  | 6  | 57-63  | 23   |
| 5. | Sapa Fehérvár   | 15 | 4  | 1   | 1  | 9  | 43-57  | 15   |
| 6. | Újpesti TE      | 15 | 2  | 0   | 0  | 13 | 36-115 | 6    |

## Rájátszás
|  | Elődöntők               | Elődöntők       | Elődöntők   |   |                | Döntő              | Döntő | Döntő |
|  |                         |                 |             |   |                |                    |       |       |
|  | 0-4, 2-1, 2-4, 5-2, 3-2 |                 |             |   |                |                    |       |       |
|  | Dunaújváros             | Dunaújváros     | 3           |   |                |                    |       |       |
|  | Vasas Bp. Stars         | Vasas Bp. Stars | 2           |   |                |                    |       |       |
|  |                         |                 |             |   |                |                    |       |       |
|  |                         |                 |             |   |                | 2-1, 5-2, 7-4, 9-4 |       |       |
|  |                         |                 |             |   | Fehérvár AV 19 | Fehérvár AV 19     | 4     |       |
|  |                         | Dunaújváros     | Dunaújváros | 0 |                |                    |       |       |
|  |                         |                 |             |   |                |                    |       |       |
|  |                         |                 |             |   |                |                    |       |       |
|  |                         |                 |             |   |                |                    |       |       |
|  | 7-6 bü., 9-1, 8-3       |                 |             |   |                |                    |       |       |
|  | Fehérvár AV 19          | Fehérvár AV 19  | 3           |   |                |                    |       |       |
|  | Miskolc                 | Miskolc         | 0           |   |                |                    |       |       |

## A bajnokság végeredménye
1. Sapa Fehérvár AV 19
2. Dunaújvárosi Acélbikák
3. Vasas HC
4. Miskolci JJSE
5. Ferencvárosi TC-Orangeways
6. Sapa Fehérvár AV 19 II
7. Újpesti TE

## A Sapa Fehérvár bajnokcsapata
Ackeström Oscar, Bálizs Bence, Benk András, Durco Juraj, Fekete Dániel, Hajós Roland, Hegyi Ádám, Hetényi Zoltán, Holéczy Roger, Horváth András, Jobb Dávid, Johansson Eric, Kiss Dávid, Kovács Csaba, Kranjc Ales, Ladányi Balázs, Maklári Erik, Mihály Árpád, Nagy Gergő, Orbán Attila, Palkovics Krisztián, Sofron István, Tokaji Viktor, Tóth Adrián, Varga Arnold, Vas Márton, Vaszjunyin Artyom, Vay Ádám
Vezetőedző: Kevin Primeau

## A bajnokság különdíjasai
- A legjobb kapus (Vedres Kupa): Peter Sevala (Dab.Docler)
- A legjobb hátvéd: Szirányi Bence (Vasas HC)
- A legjobb csatár (Ifj. Ocskay Gábor Kupa): Ladányi Balázs (Sapa Fehérvár)
- A legjobb külföldi játékos: Eric Johannson (Sapa Fehérvár)
- A legtechnikásabb játékos (Miklós Kupa): Galanisz Nikandrosz (Dab.Docler)
- A legjobb újonc felnőtt játékos (Kósa Kupa): Pleszkán József (FTC)
- A legjobb U18 játékos (Leveles Kupa): Dömötör Róbert (UTE)
- A legjobb edző: J. P. MacCallum (Dab.Docler)
- A legjobb játékvezető: Kincses Gergely